# Club de Golf Chapultepec

Club de Golf Chapultepec är en golfklubb som ligger i Naucalpan de Juárez i Mexiko.
Golfklubbens golfbana designades initialt av den skotske golfspelaren Willie Smith. Den var dock inte klar när denne avled så hans son Alex Smith slutförde golfbanan och den kunde invigas 1921. Golfbanan har blivit omdesignad 1972, 2006 och 2018. Den har 18 hål och är totalt 6 645 meter (7 267 yards) och där par är 72.
Club de Golf Chapultepec har stått som värd för WGC-Mexico Championship (2017–2020) och Liv Golf Mexico City i april 2025.